# Trinidad (Cuba)
Trinidad è una città cubana di circa 75 000 abitanti della provincia centrale di Sancti Spíritus.
Insieme alla vicina Valle de los Ingenios è un sito indicato come Patrimonio dell'umanità dall'UNESCO fin dal 1988. La località è soprannominata "Città Museo di Cuba" in virtù del gran numero di siti culturali e musei che conservano la storia locale come il Museo de Arquelogía Guamuhaya, il Museo de Historia, il Museo Romántico o il Museo Nacional de la Lucha contra Bandidos.

## Storia
Trinidad fu fondata da Diego Velázquez de Cuéllar nel 1514 con il nome di Villa De la Santísima Trinidad. È una delle città meglio conservate di tutti i Caraibi, dall'epoca nella quale lo zucchero era il principale commercio in questi luoghi. Sono proprio i resti di quel periodo coloniale e schiavista, nel quale fiorì Trinidad, ad essere la principale attrazione dei visitatori e il motivo stesso del prestigioso riconoscimento che l'UNESCO ha conferito alla città e a tutta l'area circostante più direttamente interessata alla coltivazione della canna da zucchero (la Valle de los Ingenios). Oggi la voce principale dell'economia di questi luoghi è costituita dalla lavorazione del tabacco.
La parte più vecchia della città è quella meglio preservata ed è oggetto di visite turistiche da parte di tour organizzati. Al contrario, diverse zone al di fuori della parte più turistica, anche molto centrali, versano in stato di semi-abbandono e sono lo specchio di un disagio diffuso nella città e in tutto il Paese. Fuori dalla città c'è la famosa penisola di Ancón con una rinomata e ampia spiaggia di sabbia (Playa Ancón) sulla quale sorge un complesso turistico, fra i primi nati dopo la rivoluzione del 1959.

## Natura
Tra le attrazioni naturali di rilievo si evidenzia la Valle de los Ingenios, classificata Patrimonio dell’Umanità dell’Unesco e il Parco Naturale Topes de Collantes a soli 20 km da Trinidad. Il Salto del Caburní, la cascata principale, è il punto più conosciuto del parco.
La Sierra de Escambray, una catena montuosa localizzata nella parte centrale di Cuba, è un altro sito naturalistico e storico importante della zona. Presso uno dei suoi altopiani, Caballete de Casas, si situa il quartiere delle operazioni di Che Guevara del 1958. Il punto più alto della catena montuosa è il Pico San Juan.
I dintorni di Trinidad annoverano un numero consistente di spiagge tra cui Playa La Boca e Playa Ancón.

## Cultura
Le celebrazioni della città sono numerose ed esaltano la storia e la tradizione locale. Tra esse sono degne di nota:
- La Candelaria: festa di origine canaria che si svolge il 2 febbraio. Il centro di Trinidad in questo giorno ospita un grande mercato all’aria aperta caratterizzato da esposizioni artigianali e cibo locale cucinato al momento.
- La Cruz de Mayo: una festività contadina durante la quale i trinitari percorrono in processione diversi luoghi religiosi al fine di, secondo la tradizione popolare, porre fine alla siccità.
- Carnaval de San Juan: una festa celebrata il 23 giugno durante la quale le carrozze sfilano per il centro della città.[3]

## Barrios
La municipalità è suddivisa nei seguenti barrios: Primero, Segundo, Tercero, Aguacate, Cabagán, Caracusey, Casilda, Guaniquical, Río de Ay, San Francisco, San Pedro e Táyaba.

## Amministrazione

### Gemellaggi
- San Benedetto del Tronto, Italia dal 1994.

## Infrastrutture e trasporti
È possibile raggiungere Trinidad da L’Avana attraverso il Circuito Sur, passando per la città di Cienfuegos, dato che la città non dispone di un aeroporto proprio e la miglior opzione è volare a La Habana.